# Sepahan Novin
Sepahan Novin Football Club (persisch سپاهان نوين) ist ein iranischer Fußballverein aus Isfahan.
Sepahan Novin ist das Reserveteam von Sepahan Isfahan, das sich überraschend in zwei Play-off-Spielen gegen Steel Azin FC durchsetzte und mit dem Aufstieg in die höchste Spielklasse für ein Novum in der IPL sorgen sollte, ehe der iranische Verband entschied, den Verein nicht in der IPL antreten zu lassen, da nicht zwei Mannschaften eines Klubs gleichzeitig in der höchsten iranischen Spielklasse antreten dürfen. Der Foolad Ahvaz rückt demnach in die IPL auf.
Die Mannschaft gewann bislang noch keine nationalen oder internationalen Titel.